# Fluoreto de manganês(IV)
Fluoreto de manganês(IV) é um composto inorgânico de fórmula química MnF4, é o fluoreto de manganês de mais alta oxidação. É um agente oxidante forte e é utilizado principalmente como meio de purificação de flúor elementar.
Propriedades Físico-Químicas:
- Fórmula molecular: MnF₄
- Massa molar: 130,93 g/mol
- Aparência: Sólido azul
- Densidade: 3,61 g/cm³ (valor calculado)
- Ponto de decomposição: Aproximadamente 70 °C
- Solubilidade em água: Reage violentamente

#### Estrutura Cristalina:
O MnF₄ cristaliza-se no sistema tetragonal, apresentando grupo espacial I4₁/a (No. 88). Os parâmetros de rede são: a = 1263 pm e c = 604,9 pm.
Reatividade e Decomposição:
Este composto é termicamente instável, decompondo-se em temperaturas acima de 70 °C, liberando flúor gasoso e formando fluoreto de manganês(III) (MnF₃). A reação de decomposição pode ser representada da seguinte forma:
MnF₄ → MnF₃ + ½ F₂(g)
Devido à sua alta reatividade, o MnF₄ reage violentamente com água e até mesmo com éter de petróleo seco com sódio. Quando exposto ao ar úmido, decompõe-se imediatamente.
Aplicações:
A principal aplicação do fluoreto de manganês(IV) é na purificação do flúor elementar. No processo de produção de flúor por eletrólise do ácido fluorídrico anidro, o flúor obtido pode conter impurezas como HF, O₂ e fluoretos de metais pesados. O MnF₄ é utilizado para remover essas impurezas, garantindo um flúor de alta pureza, essencial para aplicações na indústria de semicondutores.
Segurança:
Devido à sua natureza altamente oxidante e reatividade com água, o manuseio do MnF₄ requer precauções rigorosas. Deve ser armazenado em condições anidras e manuseado em atmosferas inertes para prevenir decomposição ou reações perigosas.